# 1981-es magyar tekebajnokság
Az 1981-es magyar tekebajnokság a negyvenharmadik magyar bajnokság volt. A bajnokságot május 16. és 17. között rendezték meg Debrecenben, a DMVSC pályáján.

## Eredmények
| Versenyszám  | Arany                                                                | Arany | Ezüst                                              | Ezüst | Bronz                                              | Bronz |
| ------------ | -------------------------------------------------------------------- | ----- | -------------------------------------------------- | ----- | -------------------------------------------------- | ----- |
| Férfi egyéni | Nagy László Győri Richards                                           | 1890  | Mészáros József BKV Előre                          | 1874  | Makkai Miklós Pápai Vasas                          | 1871  |
| Férfi páros  | Nagy László, Mráz László Győri Richards                              | 1925  | Makkai Miklós, Horváth József Pápai Vasas          | 1864  | Csányi Béla, Sütő László Ferencvárosi TC           | 1841  |
| Női egyéni   | Megyesi Lászlóné Tatabányai Bányász                                  | 871   | Pete Lászlóné BKV Előre                            | 868   | Kristyán Zsuzsa Győri Lenszövő                     | 865   |
| Női páros    | Megyesi Lászlóné, Kristyán Zsuzsa Tatabányai Bányász, Győri Lenszövő | 855   | Lőrinczné Naschitz Katalin, Süli Józsefné DÉLÉP SC | 852   | Holczer Lászlóné, Fekete Antalné Kőbányai Porcelán | 835   |